# Sula variegata
El piquero peruano (Sula variegata) es una especie de ave Suliforme de la familia Sulidae que vive en las costas de las costas de Perú y Chile. Es una de las principales aves guaneras del Pacífico sudamericano.

## Descripción
Mide aproximadamente 75 cm de largo. Tiene la cabeza, cuello, pecho y vientre de color blanco, mientras que sus alas y cola son de color marrón oscuro. Su pico es gris oscuro y sus cortas patas son de un tono azulado. Se alimenta de peces, a los que caza lanzándose en picada sobre los cardúmenes.